# Herbert Hauptman
Herbert Aaron Hauptman (Nova York, 14 de fevereiro de 1917 — Buffalo, 23 de outubro de 2011) foi um matemático e biofísico estadunidense.
Graduado pela Universidade da Cidade de Nova Iorque em 1937. Em 1939 recebeu o título de matemático pela Universidade Columbia.
Colaborou com Jerome Karle no laboratório de pesquisa naval de Washington, DC e, ao mesmo tempo, se matriculou em filosofia na Universidade Johns Hopkins de Baltimore em Maryland, onde recebeu o título em 1954. Juntos abordaram o problema do desenvolvimento de métodos diretos para a determinação de estruturas cristalinas, obtendo os espectros correspondentes de difração eletrônica mediante instrumentos práticos de sua própria invenção, e utilizando, para sua interpretação, métodos probabilísticos também chamados métodos diretos.
Em 1970 se uniu a um grupo de pesquisadores da Fundação Médica da Universidade de Nova York em Buffalo, onde trabalhou como biofísico, onde foi diretor em 1972. Durante esses anos formulou diferentes teorias sobre biologia molecular e química dinâmica.
Entre suas numerosas condecorações destaca-se o Nobel de Química de 1985, compartilhado com Jerome Karle.